# AC Cobra
El AC Cobra es un automóvil deportivo anglo-estadounidense construido entre 1962 y 1966 por el fabricante AC Cars. En contra de la creencia popular, no fue este el primer automóvil en utilizar un chasis ligero y una carrocería de aluminio europeos y un potente motor V8 estadounidense, pero posiblemente haya sido el más famoso.

## Historia

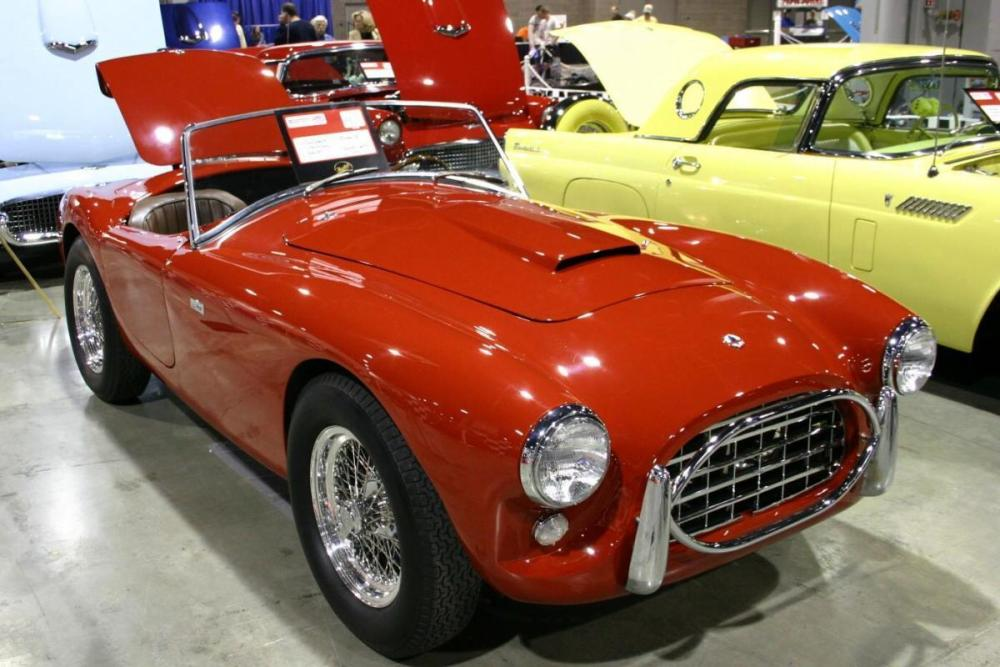
AC Cobra de 1961.

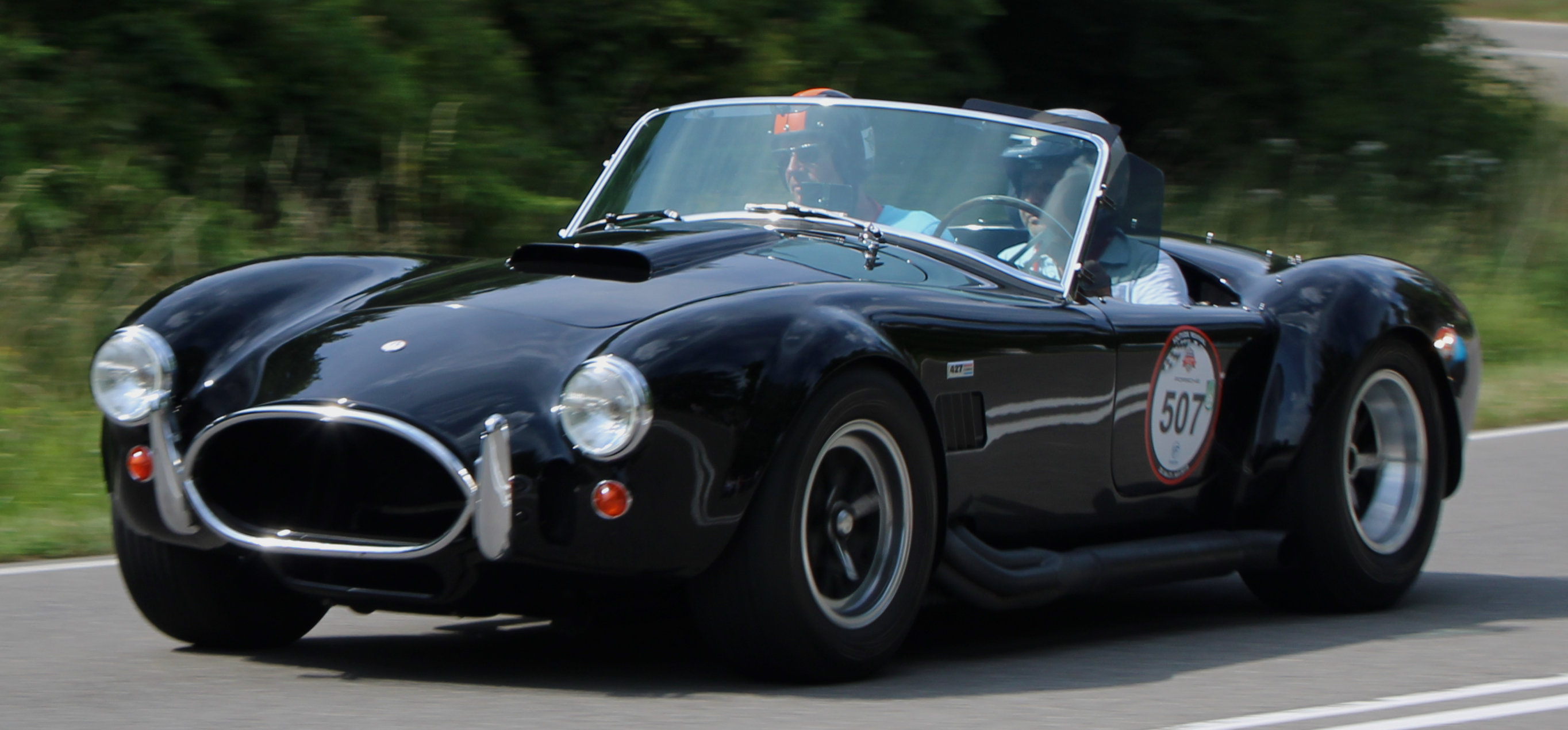
AC Cobra 289 de 1963.

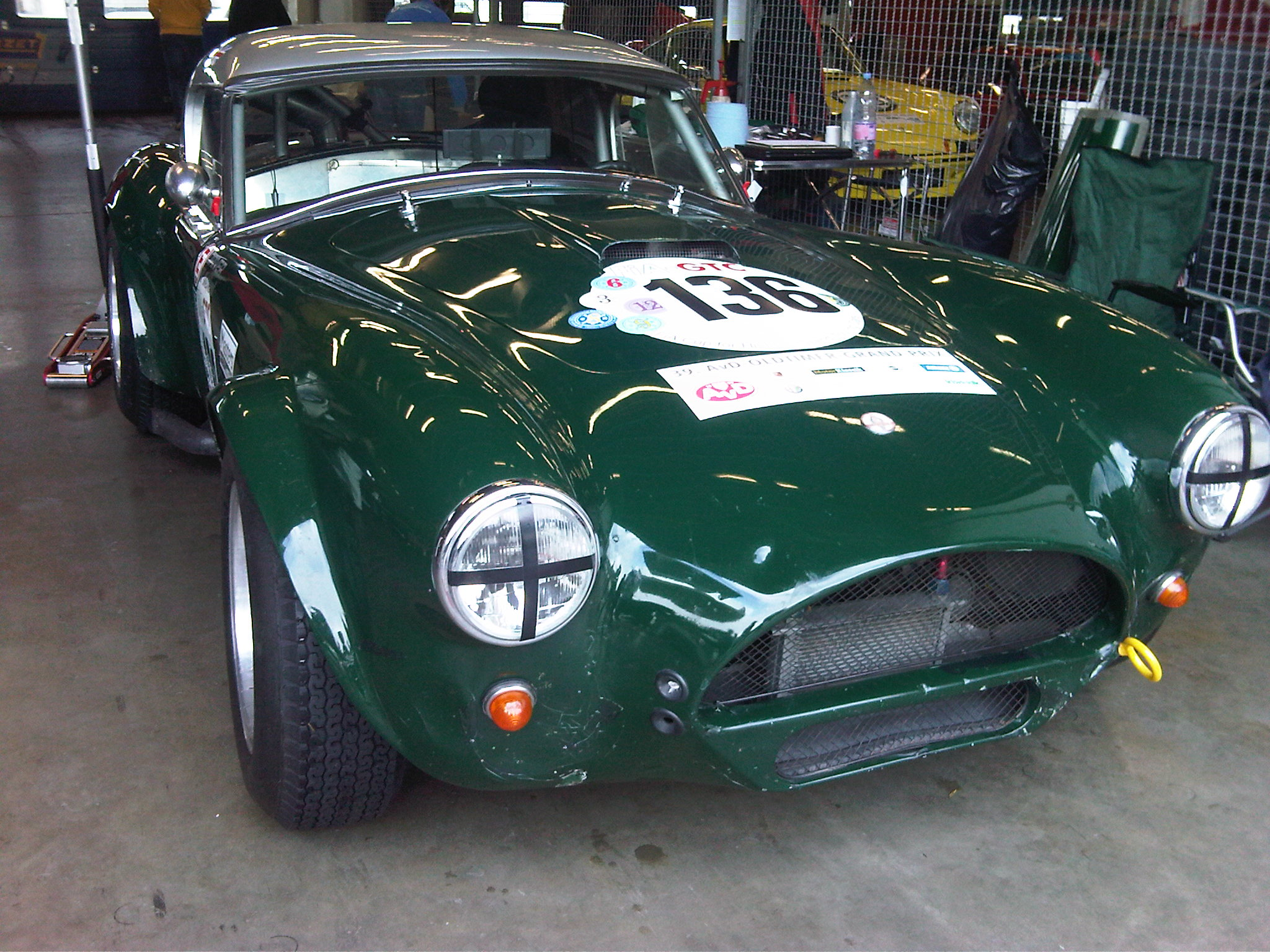
AC Shelby Cobra Mk II.

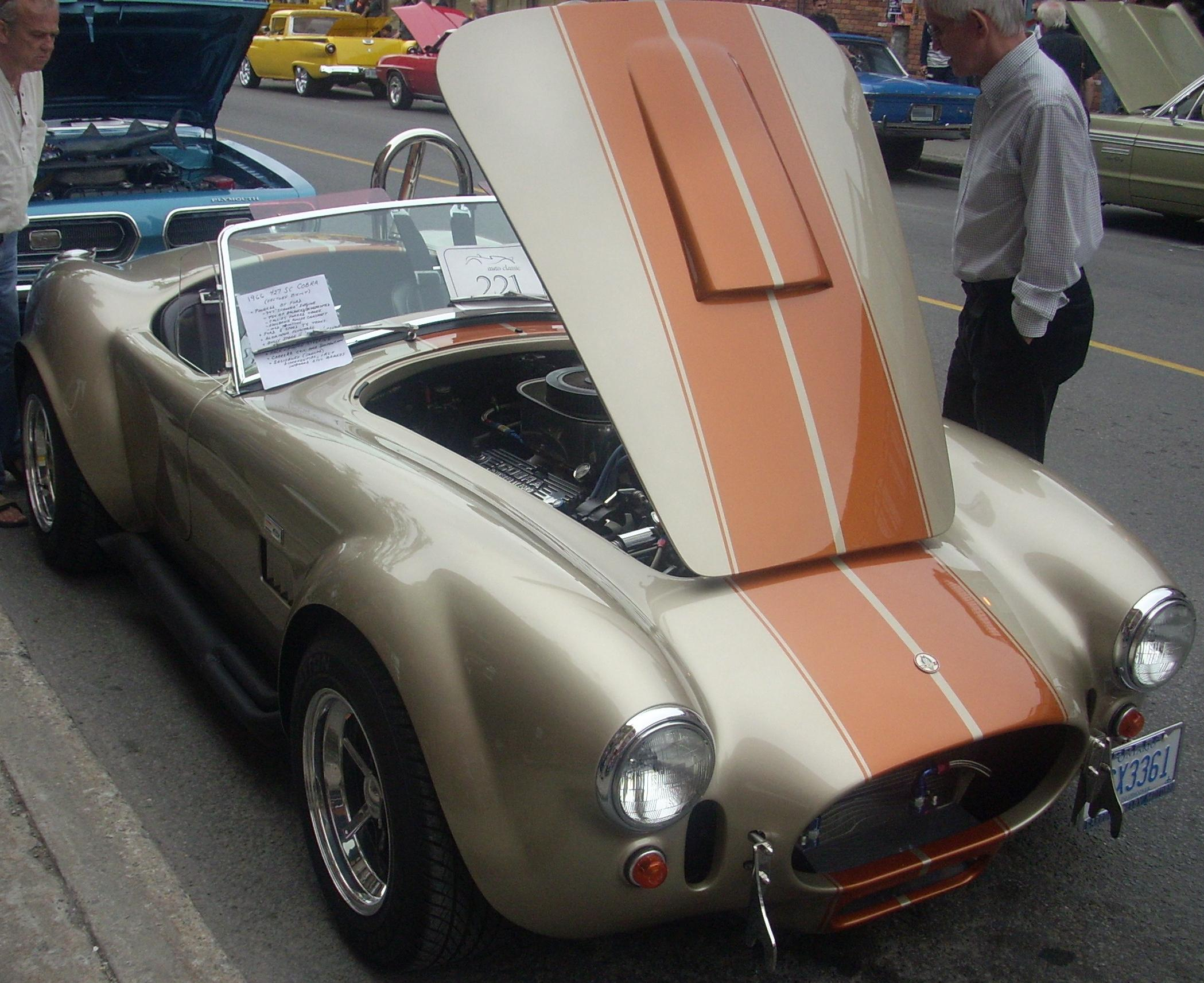
Un Cobra 427 SC de 1966 en el ByWard Market de 2009.

Al igual que muchos fabricantes británicos, los AC Cars usaban el suave y refinado motor Bristol de 6 cilindros en línea, de pequeño volumen de producción, incluido en el biplaza AC Ace. El motor era un diseño de BMW de antes de la Segunda Guerra Mundial, por lo que la compañía lo consideró anticuado en los años 60. Bristol entonces tomó la decisión de cesar la producción de dicho motor y usar un Chrysler V8 de 313 pulgadas cúbicas (5,1 L). Aunque no sea cierto, comúnmente se cree que el expiloto estadounidense Carroll Shelby fue quien sacó de la supuesta bancarrota a la compañía AC, consiguiendo que se decidiera a usar el motor de 2,6 L (159 pulgadas cúbicas) del Ford Zephyr en todos sus coches. 
En septiembre de 1961, Shelby escribió una carta a AC proponiéndoles la construcción para él de un coche modificado capaz de montar un V8. Shelby ya tenía experiencia en coches angloamericanos, habiendo competido con un Allard. Como primera opción, Shelby acudió a Chevrolet para que le proveyera de motores. La compañía, ante el temor de que pudiese rivalizar con su Corvette, rechazó la propuesta.
AC aceptó con tal de que se pudiese disponer de un proveedor. Fue elegido el V8 Ford de 260 pulgadas cúbicas (4,3 L). En enero de 1962, los mecánicos de AC en Thames Ditton, Surrey, Inglaterra, acoplaron el chasis CSX2000 con un motor Ford V8 de 221 pulgadas cúbicas (3,6 L). Después de las pruebas, tanto la transmisión como el motor se desmontaron y el chasis se envió por vía aérea a Carroll Shelby en Los Ángeles (California). Ahí se le añadió un motor y en menos de ocho horas comenzaron las pruebas. Carroll lo denominó "Cobra" porque así lo soñó una noche.
La producción resultó fácil. AC hizo muchas modificaciones, motivadas por la instalación del motor de 2,6 L (159 pulgadas cúbicas) del Ford Zephyr. La más importante fue la de instalar un diferencial trasero más robusto para soportar la potencia del V8. En la versión de serie, los frenos interiores fueron trasladados hacia el exterior con el objetivo de reducir costos. La única modificación de las partes delanteras del primer Cobra con respecto al AC Ace, fue el montaje de la transmisión, que se movió hacia el exterior para dejar sitio al V8 más ancho.
Fueron fabricados de 1961 a 1963 y tenían las siguientes medidas: 3848 mm (151,5 pulgadas) de largo, 1549 mm (61,0 pulgadas) de ancho, 1245 mm (49,0 pulgadas) de altura y una batalla de 2286 mm (90,0 pulgadas), pesando 916 kg (2019 libras).
Los primeros 75 Cobra Mark I (incluyendo el prototipo) montaron el motor de 260 pulgadas cúbicas (4,3 L). Al número 51 Mark I de esa producción, le fue implantada, como prueba, una versión mayor del motor Ford Windsor: el V8 de 289 pulgadas cúbicas (4,7 L) con un diámetro x carrera de 4 x 2,87 pulgadas (10,2 x 7,3 cm),
alimentado por un carburador de 4 gargantas Holley de 715 pies cúbicos (20,2 m³)/min. y una relación de compresión de 10.1:1, que entregaba una potencia de 271 HP (275 CV; 202 kW) a las 5800 rpm y 269 lb·pie (365 N·m) a las 4800 rpm de par máximo. Más adelante, se incrementó la potencia hasta los 306 HP (310 CV; 228 kW) a las 6000 rpm. Hacia finales de 1962, Alan Turner, ingeniero en jefe de AC, completó un importante rediseño de la parte delantera con lo que consiguió ser capaz de ajustar la dirección de cremallera y piñón, mientras se usaba la suspensión transversal de ballestas.
La producción del nuevo coche comenzó a principios de 1963 y se llamó Mark II, con la dirección de cremallera que se tomó prestada del MGB y la columna de dirección se tomó del Volkswagen Beetle. Se construyeron alrededor de 528 Cobras Mark II hasta agosto de 1965.
Los Mark II tenían las siguientes medidas: 3848 mm (151,5 pulgadas) de largo, 1549 mm (61,0 pulgadas) de ancho, 1245 mm (49,0 pulgadas) de altura y una batalla de 2286 mm (90,0 pulgadas), pesando 1050 kg (2315 libras).
En 1963, el Cobra fue perdiendo su supremacía en las carreras. Shelby intentó montarle un gran motor llamado Ford FE de 390 pulgadas cúbicas (6,4 L). Ken Miles condujo en carrera el potenciado FE Mark II y dijo que el coche era virtualmente imposible de conducir.
Se desarrolló un nuevo chasis y se diseñó el Mark III. El nuevo automóvil se ideó en cooperación con Ford en Detroit (Míchigan). Se construyó un nuevo chasis con tubos de 4 pulgadas (10,2 cm) en lugar de 3 pulgadas (7,6 cm) y con una suspensión de muelles helicoidales. El nuevo coche también tenía las aberturas del radiador más grandes. Estaba equipado con el famoso V8 Ford de 427 pulgadas cúbicas (7 L) con un diámetro x carrera de 4,236 x 3,784 pulgadas (10,8 x 9,6 cm), bloque de hierro y cabezas de fundición de hierro removible, distribución con un árbol de levas en el bloque OHV de 2 válvulas por cilindro (16 en total), accionadas por varillas y balancines, lubricación por cárter húmedo, carburador de 4 gargantas Holley de 780 pies cúbicos (22,1 m³)/min. y una relación de compresión de 11.5:1, que entregaba una potencia máxima de 425 HP (431 CV; 317 kW) a las 6000 rpm y 480 lb·pie (651 N·m) a las 3700 rpm de par máximo, con lo que lograba el 0 a 60 mph (0 a 97 km/h) en 4.3 segundos, el 1/4 de milla (402 m) en 12.4 segundos a 106 mph (171 km/h) y alcanzar una velocidad máxima de 265 km/h (165 mph) en el modelo estándar, mientras que el modelo de competición alcanzaba los 485 HP (492 CV; 362 kW) y una velocidad de 290 km/h (180 mph). Tenía instalada una transmisión manual syncromesh BorgWarner de cuatro velocidades.
| 1.ª    | 2.ª    | 3.ª    | 4.ª    | Reversa |
| ------ | ------ | ------ | ------ | ------- |
| 2.32:1 | 1.69:1 | 1.29:1 | 1.00:1 | 3.54:1  |

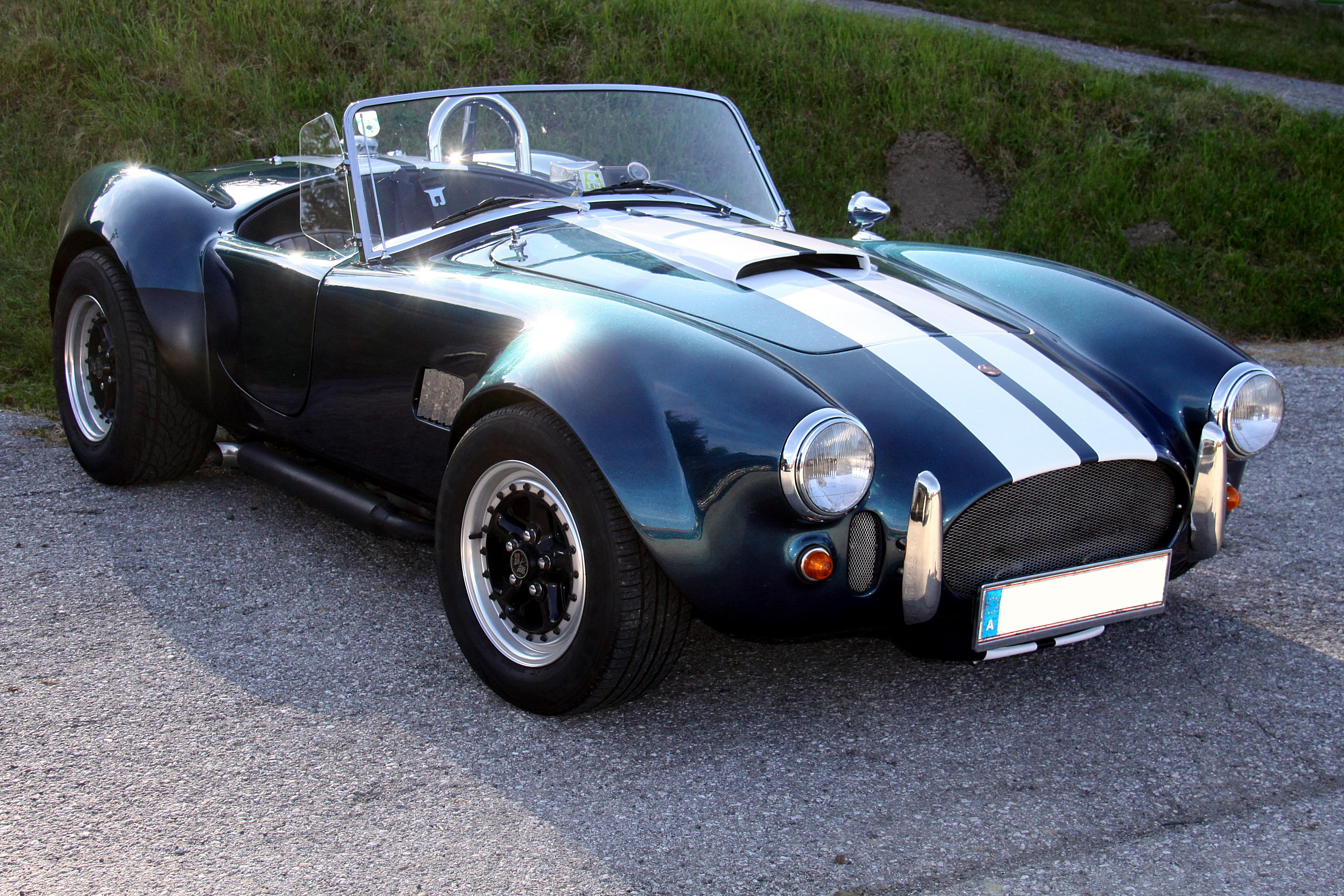
Un Cobra Edición Limitada 50 Aniversario CSX8000.

La producción del modelo Mark III comenzó el primer día de 1965 y dos prototipos todavía sin finalizar fueron enviados a los Estados Unidos en octubre de 1964, teniéndose que acabar en el taller de Shelby. Aunque era un coche impresionante, no se vendía bien y para reducir costes a algunos AC Cobras Mark III, se les instaló un motor Ford de 428 pulgadas cúbicas (7 L) de menor costo, pensado más en el uso de calle que en la competición. Parece ser que se enviaron a Shelby unos 300 Mark III entre los años 1965 y 1966, incluyendo los modelos de carreras.
Desafortunadamente, el Mk III no obtuvo la homologación para competir en 1965 y no corrió en el equipo de Shelby. Sin embargo, en manos de escuderías privadas ganó numerosas carreras en los años 1970. Un total de 31 coches de competición se quedaron sin vender. Estos fueron nombrados como S/C de semi-competición y hoy en día son los más cotizados en el mercado y se llegan a pagar millones de dólares por ellos.
Los AC Cobras tienen una extensa carrera en competición. Shelby quiso que fuera el coche que batiera al Chevrolet Corvette y la ligereza del mismo, 227 kg (500 libras) menos que el Chevrolet contribuyó a ello. El AC Cobra fue un automóvil con unas prestaciones desmesuradas, lo que quizás impulsó el establecimiento de límites de velocidad en el Reino Unido. Se calculó que un AC Cobra cupé fue capaz de alcanzar los 298 km/h (185 mph) en la autopista M1 en 1964, pilotado por Jack Sears y Peter Bolton durante las pruebas de preparación para las 24 Horas de Le Mans. Algunos gobernantes atribuyeron la alta tasa de mortalidad en carretera a las hazañas del equipo AC de competición.

## Problemas financieros

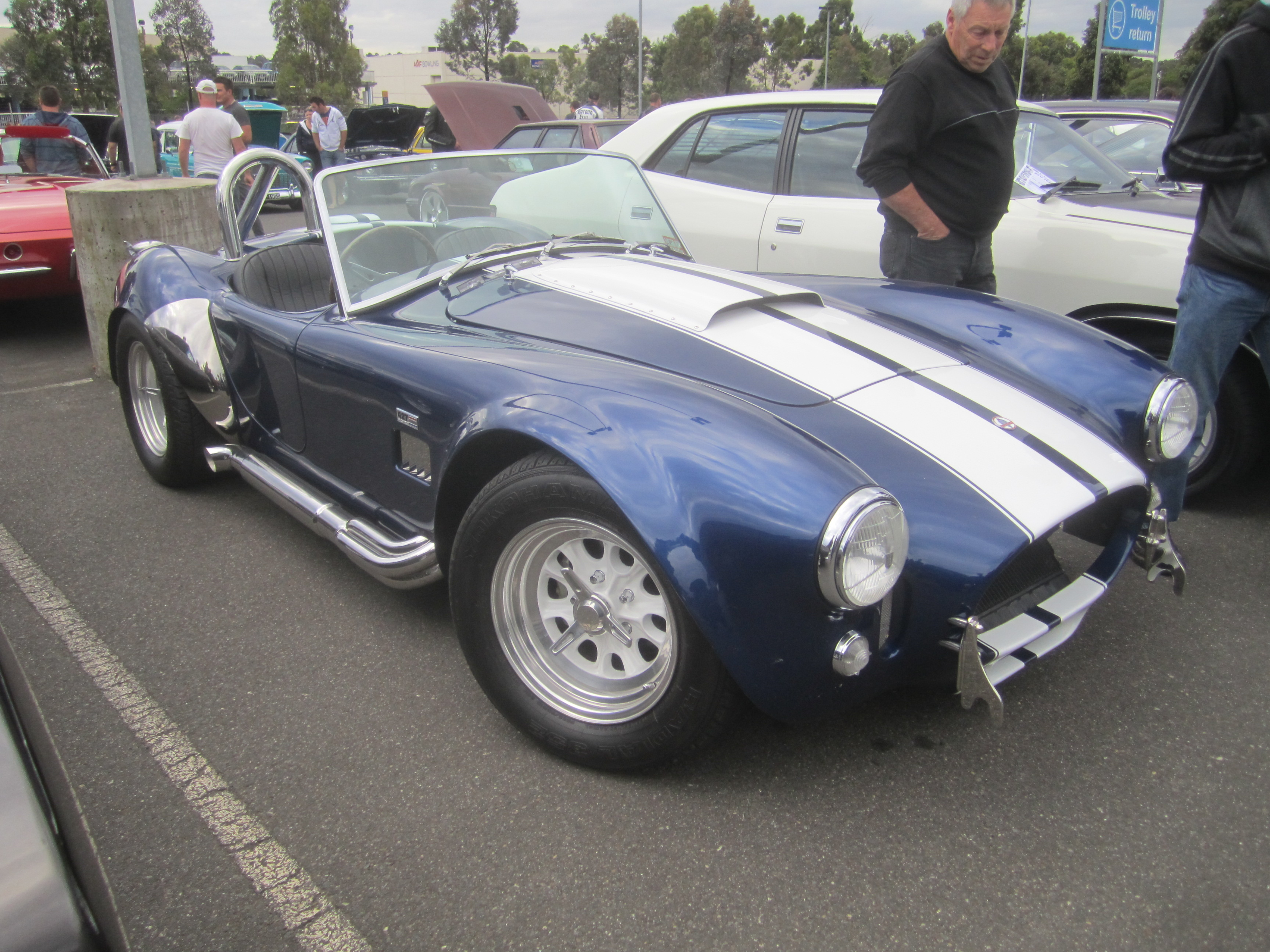
AC Cobra 427 Mk III de 1966.

A pesar de los éxitos deportivos del Cobra, fue un fracaso financiero que llevó a Carroll Shelby a dejar de importar automóviles desde Inglaterra en 1967. La empresa mantuvo la producción del AC Roadster de aletas estrechas y muelles helicoidales y, junto con el Ford 289, sacó al mercado el automóvil que llevaría el nombre de AC 289. Fue construido y vendido en Europa hasta el año 1969. AC Cars también produjo el AC Frua hasta 1973, que fue construido sobre un Cobra 427 Mk III alargado con una carrocería diseñada por Pietro Frua. Con el fallecimiento de Frua, AC comenzó a fabricar menos vehículos y quebró a finales de los años 1970.
La fabricación y el derecho a usar el nombre de la compañía fueron adquiridos finalmente por Autocraft, que produjo una continuación del AC 289, llamado Mark IV.
Finalmente, Carroll Shelby presentó una demanda contra AC y Brian A. Angliss en Estados Unidos en la corte del distrito de Los Ángeles. El resultado final fue que AC y Angliss publicaron un artículo en la prensa donde reconocían que Shelby era (y es) el fabricante registrado de todos los automóviles AC en Estados Unidos durante los años 1960. A pesar de esto, no hay duda de que todos los Cobras fabricados en los 60 fueron en realidad producidos por AC en Inglaterra. Shelby solamente los importaba y los modificaba hasta su forma final.
La compañía de Carroll Shelby, Shelby Automobiles, Inc. continúa produciendo los automóviles Cobra 289, FIA 289 y 427 S/C en su central en Las Vegas (Nevada). Estos automóviles retienen el estilo y la apariencia de sus antecesores de los años 1960, pero con las comodidades modernas. En 2006 se vendió el Cobra de Shelby en una subasta en Arizona por 2 800 000 £.

## Cobra Coupé

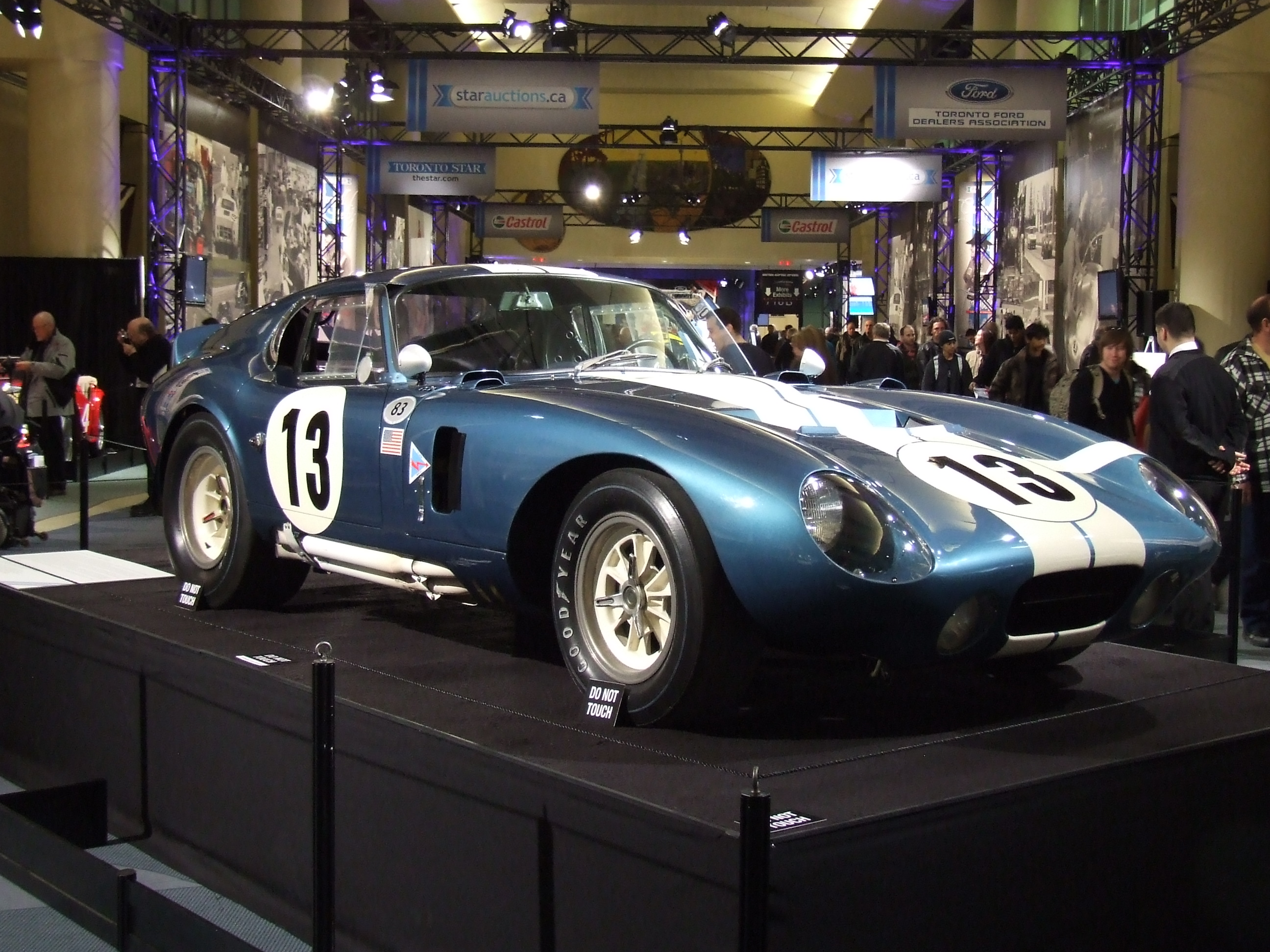
Shelby Daytona Cobra Coupé (CSX2299) de 1964.

En un esfuerzo para mejorar la velocidad en la recta Mulsanne de la carrera 24 Horas de Le Mans, un número de variaciones de coupés cerrados fueron construidos usando el chasis con ballestas y el cambio del AC/Shelby Cobra Mark II. Los más famosos y numerosos de estos fueron los oficiales Shelby Daytona Cobra Coupé. Seis fueron construidos en total, cada uno siendo un poco diferente del resto.
AC también produjo un Le Mans cupé, el automóvil casi fue destruido después de una explosión de una rueda a alta velocidad en la carrera de Le Mans de 1964. El tercer modelo importante basado en el Cobra cupé fue el Willment Cobra cupé, construido por el equipo de carreras JWA. Mike Mc Cluskey de Torrance (California), uno de los mejores restauradores de Cobras en el mundo, construye réplicas del Shelby Daytona cupé, reproducciones exactas de los originales.
También se está construyendo una réplica del Shelby Daytona Cobra fabricado por Superformance y Factory Five Racing, una reconocida compañía de automóviles. Estos automóviles usan el diseño de carrocería de Peter Brock, escalados para aumentar el espacio interior y con un recién diseñado chasis de celosía, y utilizando el motor Ford Windsor (Sportsman). El Superformance Shelby Daytona Coupé es el único automóvil moderno reconocido por Shelby como el sucesor de los coupés originales.

## Réplicas
En la actualidad se ha convertido en un vehículo muy replicado por parte de empresas tales como: QF Clásicos y Sports, HJR KITS CARS de Argentina, Chamonix NG Cars de Brasil, entre otros.